# 戦笠

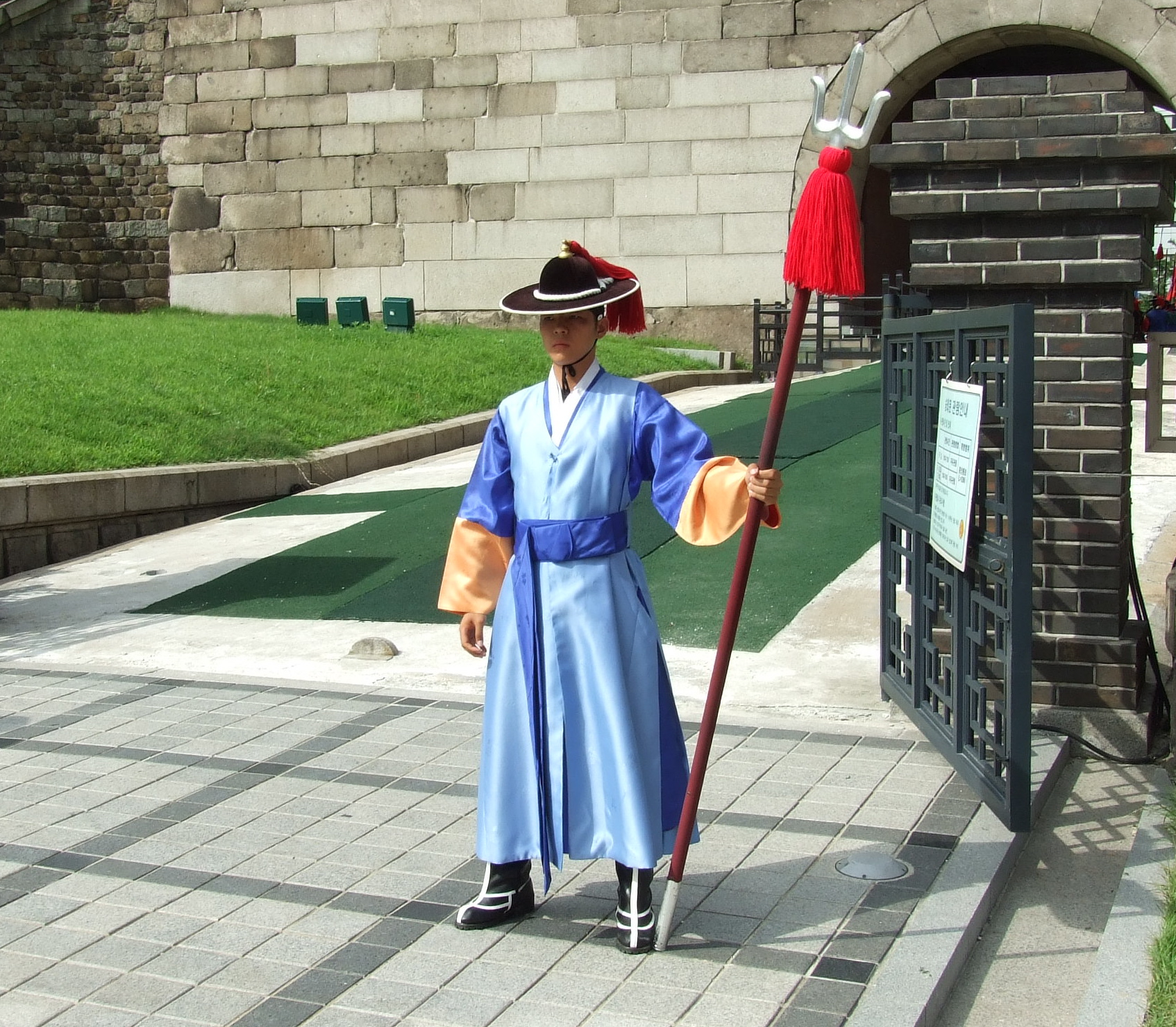
李氏朝鮮兵の装束を再現したもの。被っているのが戦笠である。

戦笠（せんりゅう）は、中国、朝鮮において武官が着用した帽子である。その材質から氈笠（せんりゅう）ともいう。
フェルト製もしくは毛皮製のつば広の帽子である。
その原型は宋代の装束にあると思われ、中国では元の武官により着用されはじめた。元を打倒した明でも武官の装束として使用され続けたが、清が中国全土を制圧した後、満州人の装束が選択されたことから、中国では廃れることとなる。
朝鮮では西北地域の武官に使用されていたというが、17世紀までは全国的なものでなかった。1618年、明よりの要請で、光海君が姜弘立率いる1万3000の兵を後金（満州）へ出征させたが、この時より各地の武官へ流行したという。その後1627年、後金による侵攻（丁卯胡乱）では、全武官が着用するようになった。以後は19世紀末まで使用され続けた。